# Elsebeth Brehm
Elsebeth Brehm, conocida después de casarse como Elsebeth Jørgensen (30 de julio de 1901 - 14 de julio de 1995), fue una tenista danesa. Representó a Dinamarca en los Juegos Olímpicos de Verano de 1920 y en los Juegos Olímpicos de Verano de 1924.
Brehm ganó muchos campeonatos daneses, y en 1921 esta jugadora atlética y agresiva se destacó como triple campeona en el Campeonato Mundial de Tenis en Pista Cubierta, ganando tanto el individual femenino, el dobles femenino junto a Ebba Meyer y el dobles mixto con Erik Tegner. Este torneo se celebró en el club de Brehm en su ciudad natal, Copenhague Frederiksberg.
Brehm ganó 16 campeonatos daneses de tenis:
- 8 en individuales femeninos: 1921 (en pista cubierta), 1923 (en pista cubierta y al aire libre), 1924 (en pista cubierta y al aire libre), 1925 (al aire libre) y 1927 (en pista cubierta y al aire libre).[3]
- 5 en dobles mixtos: con Erik Worm en 1922 (al aire libre), 1923 (al aire libre), 1924 (al aire libre); con Einer Ulrich en 1924 (en pista cubierta) y con Erik Tegner en 1927 (en pista cubierta).[3]
- 3 en dobles femeninos: con Margrethe Kähler en 1922 (al aire libre), con Tove Morville en 1926 (en pista cubierta) y con Jutta Steenberg en 1928 (en pista cubierta).[3]